# Ol Parker
Oliver "Ol" Parker, född 2 juni 1969 i London (uppvuxen i Radwinter i Essex), är en brittisk filmregissör, filmproducent och manusförfattare. Han ligger bland annat bakom regi och manus i musikalfilmen Mamma Mia! Here We Go Again och den romantiska komedifilmen Ticket to Paradise.
Parker var från 1998 till 2022 gift med skådespelerskan Thandie Newton. Exmakarna har tre barn tillsammans, däribland dottern Nico Parker.

## Filmografi (i urval)

### Filmer
- 2005 – Imagine Me & You
- 2011 – Hotell Marigold
- 2012 – Now Is Good
- 2015 – Hotell Marigold 2
- 2018 – Mamma Mia! Here We Go Again
- 2021 – Jakten på julen
- 2022 – Ticket to Paradise